# Little Witch Academia
Little Witch Academia (Japans: リトルウィッチアカデミア) is een Japanse korte animefilm uit 2013. Het was het eerste animeproject dat uitkwam van de nieuw gevormde Studio Trigger. De film was in een select aantal Japanse bioscopen te zien en kon daarna bekeken worden op sites als YouTube en Crunchyroll met Engelse ondertiteling. De film was Triggers inzending voor Anime Mirai 2013, een soort filmfestival waarbij jonge animators met behulp van culturele subsidies de kans krijgen een professionele anime te produceren. 
De anime is in België en Nederland op Netflix beschikbaar.

## Verhaal
Little Witch Academia speelt zich af op een school voor heksen. Alle leerlingen en docenten zijn dus vrouwen. De hoofdpersoon in de film is Atsuko Kagari, bijnaam Akko, met prominente bijrollen voor haar 2 vriendinnen Lotte Jansson en Sucy Manbavaran. Akko is de enige heks in haar familie en daarom is ze niet zo vertrouwd met magie als haar klasgenoten. De film begint met een jonge Akko, die gefascineerd toekijkt hoe de ervaren heks Shiny Chariot haar magie demonstreert. De flitsende show met vuurwerk, lichteffecten en krachtige magische spreuken maken diepe indruk op Akko en sindsdien is Shiny Chariot haar grote idool. Op de heksenschool wordt Akko vaak bespot door klasgenoten, omdat ze Shiny Chariot beschouwen als een aansteller die onlogische spreuken gebruikt. Akko blijft toch vastbesloten net zo'n goede heks te worden als Shiny Chariot. Haar gebrek aan magische kennis breekt haar echter op, zo stort ze hard neer, wanneer ze voor het eerst op een bezem moet rijden. Wanneer ze de magische staf van Shiny Chariot vindt en een draak de school terroriseert zal Akko moeten bewijzen dat Shiny Chariot meer in haar mars had dan iedereen denkt. 

## Vervolg
Little Witch Academia werd erg goed ontvangen en Studio Trigger besloot een vervolg te maken. Omdat de studio onafhankelijk opereert werd besloten een Kickstarter-campagne op te zetten om het vervolg te financieren. Het doel van 150.000 dollar werd binnen 5 uur behaald. Het bedrag werd verhoogd naar 500.000 dollar, een bedrag waarmee het vervolg 40 minuten zou worden en er een making-of-documentaire gemaakt zou worden. Uiteindelijk haalde de campagne 625.000 dollar op en Little Witch Academia 2 werd geproduceerd. Op 3 juli 2015 werd dit vervolg, Little Witch Academia: The Enchanted Parade getoond tijdens Anime Expo 2015, en kwam uit in Japanse bioscopen op 9 oktober 2015. In deze 2e film moeten Akko, Sucy en Lotte een heksenparade organiseren voor de bevolking van het nabijgelegen stadje. Het imago van heksen onder gewone burgers is slecht en de parade is gewoonlijk niets meer dan het naspelen van middeleeuwse heksenvervolgingen. Akko besluit om in plaats daarvan een show neer te zetten die moet laten zien hoe leuk het is om heks te zijn. Haar gebruikelijke naïviteit resulteert er in dat de parade niet zo loopt als ze gepland hadden.

## Wetenswaardigheden
Er zijn vele overeenkomsten tussen Little Witch Academia en Harry Potter en de Steen der Wijzen. Sommige scènes en dialogen zijn nagenoeg identiek en Little Witch Academia wordt dan ook vaak vergeleken met de Harry Potter-franchise.